# Lucky (bài hát của Britney Spears)
"Lucky" là một bài hát của nghệ sĩ thu âm người Mỹ Britney Spears, được sáng tác và sản xuất bởi Max Martin và Rami Yacoub với tham gia hỗ trợ viết lời từ Alexander Kronlund, cho album phòng thu thứ hai của Spears, Oops!... I Did It Again (2000). Nó được phát hành vào ngày 8 tháng 8 năm 2000 bởi Jive Records như là đĩa đơn thứ hai trích từ album. Đây là một bản teen pop nói về một ngôi sao điện ảnh nổi tiếng tên là Lucky, mặc dù "may mắn" và dường như có tất cả mọi thứ - sự nổi tiếng, giàu có, sắc đẹp, nhưng cô lại cảm thấy cô đơn thực sự bên trong tâm hồn mình. Bài hát nhận được nhiều lời khen ngợi từ các nhà phê bình âm nhạc, trong đó họ đánh giá phần giai điệu và nhịp điệu của nó là ngọt ngào và hấp dẫn, và cảm thấy rằng lời bài hát được cho là nói về chính Spears.
"Lucky" đạt được thành công thương mại trên toàn cầu, đạt vị trí quán quân tại Áo, Đức, Thụy Điển và Thụy Sĩ, trong khi nằm trong top 10 tại 11 quốc gia khác. Video ca nhạc của bài hát, được đạo diễn bởi Dave Meyers, trong đó Spears hoá thân thành một nữ diễn viên nổi tiếng, nhưng lại phải trải qua những trạng thái cảm xúc tương tự như lời bài hát. Spears đã trình diễn bài hát trên nhiều chương trình và trong 3 chuyến lưu diễn của mình.

## Danh sách các phiên bản chính thức
- "Lucky" [Phiên bản album] — 3:24
- "Lucky" [Bản không lời] — 3:24
- "Lucky" [Jason Nevin Radio Remix] — 3:35
- "Lucky" [Jason Nevins Mixshow Edit] — 5:43
- "Lucky" [Jason Nevins Club Creation] — 7:47
- "Lucky" [Jack D. Elliot Radio Mix] — 3:28
- "Lucky" [Jack D. Elliot Club Mix] — 6:43
- "Lucky" [Riprock 'N' Alex G Extended Club Mix] — 7:11
- "Lucky" [Riprock 'N Alex G Radio Version] — 3:59
- "Lucky" [Junior Vasquez "Almost Lucky" FX Mix] — Không được phát hành (Đã bị leak năm 2003)
- "Lucky" xuất hiện ở track 10 trong phiên bản Mĩ của Now That's What I Call Music! 5. Đây đánh dấu lần xuất hiện đầu tiên của một track từ "Oops!… I Did It Again" có mặt trong một series album tuyển tập.

## Danh sách track và định dạng
| Phiên bản đặc biệt Úc CD 1 (9251072) 1. "Lucky" — 3:24 2. "Heart" — 3:00 3. "Lucky" [Jack D. Elliot Radio Mix] — 3:26 4. "Oops!... I Did It Again" [Jack D. Elliot Club Mix] — 6:24 CD 2 Úc (9251062) 1. "Lucky" — 3:24 2. "Oops!… I Did It Again" [Rodney Jerkins Remix] — 3:07 3. "Oops!… I Did It Again" [Ospina's Crossover Mix] — 3:15 4. "Lucky" [Jason Nevins Mixshow Edit] — 5:51 5. "Lucky" [Jason Riprock and Alex G Radio Edit] — 3:58 6. "Lucky" (Video) CD đĩa đơn Anh (9251022) 1. "Lucky" — 3:24 2. "Heart" — 3:00 3. "Lucky" [Jack D. Elliot Radio Mix] — 3:26 Đĩa đơn cassette Anh (9251024) 1. "Lucky" — 3:24 2. "Heart" — 3:00 3. "Oops!… I Did It Again" [Jack D. Elliot Club Mix] — 6:24 | CD đĩa đơn châu Âu (9251129) 1. "Lucky" — 3:24 2. "Heart" — 3:00 3. "Lucky" [Jason Nevins Radio Remix] — 3:34 CD Quảng cáo Mĩ (JDJ-427252) 1. "Lucky" — 3:24 2. "Lucky" [Instrumental] — 3:24 3. "Lucky" [Call-Out Research Hook] — 0:11 Đĩa than quảng cáo tại Mỹ (DUTCH23) - Mặt A: 1. "Lucky" [Jack D. Elliot Club Mix] — 6:42 2. "Lucky" — 3:24 3. "Lucky" [Jack D. Elliot Radio Mix] — 3:26 - Mặt B: 1. "Lucky" [Riprock 'N' Alex G Extended Club Mix] — 7:16 2. "Lucky" [Jason Nevins Mixshow Edit] — 5:51 Đĩa đơn hộp nhạc The Singles Collection 1. "Lucky" — 3:24 2. "Heart" — 3:00 |

## Xếp hạng
| Bảng xếp hạng (2000)               | Vị trí cao nhất |
| ---------------------------------- | --------------- |
| Úc (ARIA)                          | 3               |
| Áo (Ö3 Austria Top 40)             | 1               |
| Bỉ (Ultratop 50 Flanders)          | 9               |
| Bỉ (Ultratop 50 Wallonia)          | 10              |
| Canadian Singles Chart (RPM)       | 2               |
| Đan Mạch (Billboard)               | 8               |
| Châu Âu (European Hot 100 Singles) | 1               |
| Phần Lan (Suomen virallinen lista) | 15              |
| Pháp (SNEP)                        | 16              |
| Đức (GfK)                          | 1               |
| Ireland (IRMA)                     | 2               |
| Ý (FIMI)                           | 8               |
| Hà Lan (Dutch Top 40)              | 4               |
| New Zealand (Recorded Music NZ)    | 4               |
| Na Uy (VG-lista)                   | 5               |
| Hàn Quốc (Gaon)                    | 57              |
| Scotland (OCC)                     | 5               |
| Tây Ban Nha (PROMUSICAE)           | 12              |
| Thụy Điển (Sverigetopplistan)      | 1               |
| Thụy Sĩ (Schweizer Hitparade)      | 1               |
| Anh Quốc (OCC)                     | 5               |
| Hoa Kỳ Billboard Hot 100           | 23              |
| Hoa Kỳ Pop Airplay (Billboard)     | 9               |
| Hoa Kỳ Rhythmic (Billboard)        | 14              |

| Bảng xếp hạng (2000)                 | Vị trí |
| ------------------------------------ | ------ |
| Australia (ARIA)                     | 29     |
| Austria (Ö3 Austria Top 40)          | 9      |
| Belgium (Ultratop 50 Flanders)       | 55     |
| Belgium (Ultratop 50 Wallonia)       | 49     |
| France (SNEP)                        | 100    |
| Germany (Official German Charts)     | 10     |
| Italy (FIMI)                         | 54     |
| Netherlands (Dutch Top 40)           | 41     |
| New Zealand (Recorded Music NZ)      | 35     |
| Sweden (Sverigetopplistan)           | 8      |
| Switzerland (Schweizer Hitparade)    | 25     |
| UK Singles (Official Charts Company) | 63     |

## Chứng nhận
| Quốc gia                                                                           | Chứng nhận | Số đơn vị/doanh số chứng nhận |
| ---------------------------------------------------------------------------------- | ---------- | ----------------------------- |
| Úc (ARIA)                                                                          | Bạch kim   | 70.000^                       |
| Áo (IFPI Áo)                                                                       | Vàng       | 25.000*                       |
| Bỉ (BEA)                                                                           | Vàng       | 25.000*                       |
| Pháp (SNEP)                                                                        | Bạc        | 125.000*                      |
| Đức (BVMI)                                                                         | Vàng       | 250.000^                      |
| New Zealand (RMNZ)                                                                 | Bạch kim   | 10.000*                       |
| Thụy Điển (GLF)                                                                    | Bạch kim   | 30.000^                       |
| Anh Quốc (BPI)                                                                     | Bạc        | 200.000^                      |
| * Chứng nhận dựa theo doanh số tiêu thụ. ^ Chứng nhận dựa theo doanh số nhập hàng. |            |                               |

## Lịch sử phát hành
| Nước           | Ngày                         | Định dạng | Nhãn         |
| -------------- | ---------------------------- | --------- | ------------ |
| Áo             | 8 tháng 8 năm 2000           | CD        | Jive Records |
| Đức            | 8 tháng 8 năm 2000           | CD        | Jive Records |
| Thuỵ Sĩ        | 8 tháng 8 năm 2000           | CD        | Jive Records |
| Vương quốc Anh | 14 tháng 8 năm 2000          | CD        | Jive Records |
| Vương quốc Anh | 22 tháng 8 năm 2000 (phần 2) | CD        | Jive Records |

## Phiên bản hát lại
- Ca sĩ/Trưởng ban nhạc người Đức Max Raabe và Giàn giao hưởng Palast đã cover phong cách cabaret/big band cho album 2001 của anh Super Hits.[49]
- Một ban nhạc rock đến từ Philippines tên là Kamikazee cover phiên bản metal rock ca khúc.
- Blink-182 cover bài hát này trong các chương trình biểu diễn trực tiếp của mình.
- Diễn viên hài Paul McDermott cover bài hát trong phần cuối của chương trình truyền hình Úc Good News Week trong phần 1996-2000 của nó.[50]
- Ca sĩ nhạc đồng quê Taylor Swift biểu diễn bài hát này tại Speak Now World Tour vào ngày 20 tháng 9 năm 2011 ở Louisiana để dành tặng tới Britney Spears. Mặc chiếc áo màu hoa cà đặc trưng, Swift vừa hát vừa gảy những giai điệu đầu tiên của "Lucky" trên chiếc đàn guitar của cô. Scott Shetler ở Pop Crush nhận xét rằng, "Sức hút đám đông từ bản cover của Britney không mạnh mẽ như khi Swift cover bài hát của Eminem ở Detroit hay Justin Bieber ở Toronto." Tuy nhiên, Jenna Hally Rubenstein của MTV, đánh giá cao màn trình diễn này, và lưu ý rằng khán giả đã có phản ứng tích cực với bản cover, và nói rằng, "tuy rằng đoạn video chỉ có một chiều và có vẻ giống một ca khúc tập thể của một tay quay không chuyên, sự háo hức ở giọng hát của cô giống như một lời khẳng định việc lựa chọn bài hát như vậy của Taylor là đúng."